# Francesca Figueras Siñol
Francesca Figueras Siñol   (Molins de Rei, 1958) és una astrofísica catalana. L'any 1986 es va doctorar en Astrofísica per la Universitat de Barcelona.
Es va doctorar en ciències físiques i des de l'any 1991 és professora titular del Departament de Física Quàntica i Astrofísica. Va ser vicedirectora de l'Institut de Ciències del Cosmos de la Universitat de Barcelona (ICCUB, IEEC-UB). La seva especialitat s'emmarca, dins de l'astrofísica, en l'estudi de l'origen i l'evolució de la Via Làctia i forma part, a més, de l'equip de científics que treballa a la missió Gaia de l'Agència Europea de l'Espai (ESA). L'any 2009 va participar l'any Internacional de l'Astronomia i va ser coordinadora del pilar nacional “Ella és una astrònoma”. A hores d'ara coordina la Xarxa Espanyola d'Explotació Científica de la missió Gaia. Va ser presidenta de la Societat Espanyola d'Astronomia (SEA). El satèl·lit Gaia (2013-2018), va ser llançat l'any 2013 i situat a més d'un milió de quilòmetres de distància de la terra. Està observant de forma continuada mil milions d'estels de la nostra galàxia, un 1 % del seu contingut estel·lar, i està destinat a revolucionar el nostre coneixement de la Via Làctia.
Ha participat activament des del principi amb el primer projecte Gaia Data Access and Analysis Study (GDAAS), i en l'actualitat a la validació de les dades del Catàleg de Gaia (CU9). També participa en els grups de treball de Simulacions (CU2) i Fotometria (CU5).